# Jessy Trémoulière
Jessy Trémoulière (Beaumont, 29 luglio 1992) è una rugbista a 15 francese, mediano d'apertura del Romagnat e internazionale dal 2011 al 2023.

## Biografia
Iniziata casualmente al rugby a 16 anni durante un programma scolastico obbligatorio, fu tesserata quasi subito e a 18 anni entrò nel Romagnat; il 29 ottobre 2011 esordì in Nazionale francese a Riom (vittoria 32-0 contro l'Italia).
Ancora contro l'Italia fu l'esordio di Trémoulière nel Sei Nazioni nell'edizione 2012; con la sua Nazionale ne vinse l'edizione del 2014.
A livello internazionale vanta due terzi posti consecutivi, alla Coppa del Mondo di rugby femminile 2014 e a quella del 2017; fece anche parte della squadra femminile francese al torneo olimpico di rugby a 7 del 2016 in sostituzione dell'infortunata Shannon Izar.
Nel 2017 passò al Rennes, dopo 7 stagioni al Romagnat, ma dal 2019 è tornata a Clermont-Ferrand.
Nel 2018 Trémoulière fu eletta miglior giocatrice dell'anno dalla giuria di World Rugby.
Due anni più tardi ricevette il premio speciale, sempre di World Rugby, di miglior giocatrice del decennio 2011-2020.
Nel 2022 ha ricevuto la convocazione nella rosa francese per la Coppa del Mondo 2021 in Nuova Zelanda, terza personale consecutiva.
Alla vigilia del Sei Nazioni 2023, Trémoulière annunciò il suo ritiro internazionale dopo 12 anni per poter seguire l'attività agricola familiare a Brioude, in Alta Loira; l'ultima partita, la settantottesima, è stata una sconfitta a Twickenham 33-38 contro l'Inghilterra.